# Liubîmivka, Vilneansk
Liubîmivka (în ucraineană Любимівка) este localitatea de reședință a comunei Liubîmivka din raionul Vilneansk, regiunea Zaporijjea, Ucraina.

## Demografie
Componența lingvistică a localității Liubîmivka
     Ucraineană (90,59%)
     Rusă (9,16%)
     Alte limbi (0,25%)
Conform recensământului din 2001, majoritatea populației localității Liubîmivka era vorbitoare de ucraineană (90,59%), existând în minoritate și vorbitori de rusă (9,16%).